# Parafia Matki Bożej Królowej Polski w Koronie
Parafia Matki Bożej Królowej Polski (ang. St. Mary's Parish) – parafia rzymskokatolicka położona w Bunnel na Florydzie.
Jest ona wieloetniczną parafią w diecezji St. Augustine  z mszą św. w j. polskim dla polskich imigrantów.
Parafia erygowana w 1914 została poświęcona Matce Bożej Królowej Polski.

## Historia
W 1914 roku, w okolice Korony przybyło pierwszych 35 rodzin. Ich pierwszym zadaniem było nabycie ziemi do budowę domów i domu dla ich kapłana, ojca Andrzeja Bączyka. Ponieważ w tej okolicy nie było kościoła katolickiego, utworzono komisję i zebrano 1000 dolarów na budowę kościoła. W krótkim czasie została odprawiona pierwsza msza św. Kościół jest pod wezwaniem Matki Bożej Królowej Polski, ku czci patronki Polski. Kościół ten pełnił swoje zadanie do 1964 roku.
W latach, od 1933 do 1954, parafia była administrowana przez Ojców Redemptorystów z New Smyrna Beach. Proboszczem został ks. Hoffman CSsR. Aby pomóc swojemu kościołowi, rozpoczął budowę Sanktuarium św. Krzysztofa, które mieści się obok kościoła. To był jego dar dla Korony i dla wszystkich kierowców, którzy mogli zatrzymać się w sanktuarium i pomodlić do patrona podróżnych. W tym czasie Route 1, która przechodziła obok kościoła, była głównym autostradą dla kierowców podróżujących, północ-południe, przez Florydzie.
W 1974 roku nazwa parafii została zmieniona na Kościół katolicki Najświętszej Marii Panny, aby zaznaczyć zmianę charakteru kościoła, głównie z parafii etnicznej, polskiej, do wieloetnicznej.
W 1979 roku, Ojciec Bayer, polski ksiądz, który niedawno przeszedł na emeryturę, przeniósł się do Korony i zaczął podtrzymywać polską tradycję, odprawiając mszę św. w j. polskim. Był on aktywny aż do śmierci w 2002 roku.
W 1990 roku ojciec Jan P. O’Flaherty został proboszczem katedry Santa Maria del Mar i parafii Matki Bożej Królowej Polski. W 1994 roku rozpoczął budowę nowego kościoła Najświętszej Marii Panny. Kościół ten może pomieścić 300 wiernych, w porównaniu ze starym kościołem który mógł pomieścić tylko 65 wiernych. Oryginalny kościół Matki Bożej Królowej Polski stoi w pobliżu, prawie niezmieniony i jest używany sporadycznie na wesela, chrzciny i pogrzeby.
W 2003 roku, ks O’Flaherty przeszedł na emeryturę a proboszczem został ks. Sławomir Podsiedlik OCD, z pobliskiego klasztoru karmelitów. Klasztor ten posiada jedną z najpiękniejszych na świecie zewnętrznych dróg krzyżowych.